# Al-Oruba SC
Al-Oruba SC (arabisch نادي العروبة الرياضي, auch bekannt als al-Marid oder nur al-Oruba) ist ein omanischer Fußballverein aus Sur. Der Verein spielt in der Oman Professional League, der höchsten Spielklasse der Oman Football Association. Seine Heimspiele trägt er im Sur Sports Complex aus, der im Besitz des Staates ist. Auch wenn der Verein, der vierfacher omanischer Meister und Pokalsieger ist, hauptsächlich durch Fußball bekannt wurde, hat er auch Abteilungen für Hockey, Volleyball, Handball, Basketball, Badminton und Squash. Al-Oruba hat eine einzigartige Fankultur, zu jedem Heimspiel spielt ein Orchester traditionelle arabische Musik.

## Geschichte
Offiziell wurde der Verein 1970 gegründet, eigentlich entstand er aber bereits unter dem Namen Al-Ahli 1956 in Kuwait. Als 1970 Sultan Qabus ibn Said an die Macht kam, kehrten viele im Ausland lebende Omani in den Oman zurück. Im November 1970 trafen sich die Mitglieder des Vereins erstmals im Oman. Ein Jahr später wurde der Verein in al-Oruba SC umbenannt. Am 26. Juni 2002 wurde der Verein offiziell registriert.

## Erfolge
- Oman Professional League:
  - Meister (4): 1999/2000, 2001/02, 2007/08, 2014/15
- Oman Cup:
  - Sieger (4): 1993/94, 2001/02, 2010/11, 2014/15
- Omani Super Cup:
  - Sieger (4): 2000, 2002, 2008, 2011

## Bekannte Spieler
- Edgar Bernhardt (2016)